# Ataque a Żejtun
O Ataque a Żejtun, também conhecido como O Último Ataque (em maltês: L-aħħar ħbit), foi o último grande ataque feito pelo Império Otomano contra a ilha de Malta, então governada pela Ordem de São João. O ataque ocorreu em julho de 1614, quando invasores pilharam a cidade de Żejtun e arredores antes de serem rechaçados para seus navios pela cavalaria da Ordem e pelos habitantes das cidades e vilas do sudeste.

## Ataque
Duas horas antes do amanhecer de 6 de julho de 1614, uma considerável força turca de sessenta navios (incluindo 52 galés) sob o comando de Khalil Pasha tentou desembarcar na baía de Marsaxlokk, mas foi repelida pelo fogo de artilharia do recém-construído St. Torre. A frota então ancorou na Baía de St Thomas em Marsaskala e conseguiu desembarcar de 5 000 a 6 000 homens sem oposição.
Os aldeões recuaram para as cidades fortificadas de Vittoriosa e Senglea. Os turcos não conseguiram escravizá-los, mas começaram a saquear e incendiar as cidades e aldeias vizinhas. Os canhões de Valletta e Mdina soaram o alerta, enquanto o Grão-Mestre Alof de Wignacourt ordenou que todos os escravos fossem presos e todos os cavaleiros se mudassem para seus postos de guarda. 

Os otomanos saquearam primeiro a Igreja de Nossa Senhora das Graças na aldeia vizinha de Żabbar (então parte da paróquia de Żejtun). Alguns deles foram atacar a Torre de St. Lucian, enquanto o resto da força saqueou a vila de Żejtun, que havia sido abandonada por seus habitantes depois que souberam do ataque. Os otomanos queimaram as fazendas e campos da área e também danificaram a Igreja de São Gregório, então conhecida como igreja paroquial de Santa Catarina. O ataque é descrito em uma placa comemorativa gravada perto do altar-mor de São Gregório, que afirma que:
Na madrugada de domingo, 6 de julho de 1614, um exército turco desembarcou de 60 galés, desembarcando seis mil homens no local chamado Ghizira, no riacho de Saint Thomas. Os turcos invadiram o casali próximo, chegando até as fazendas mantidas sob o feudo de Bulebel. Eles saquearam esses municípios, queimaram terras agrícolas e causaram muitos danos à igreja matriz de Santa Catarina e a todas as outras. Muitos foram capturados e mortos, e obrigados a recuar para o cais. Nenhum cristão foi capturado, mas vinte ficaram feridos no ataque. A partir desse dia até 11 de setembro de 1614, todos os nascidos nesta paróquia tiveram que ser batizados em outro lugar. Extraído do segundo livro de batismos desta paróquia.
A Ordem enviou um regimento de cavalaria para atacar os invasores, sob o comando do cavaleiro de Compremy, mas quase foram derrotados pelos invasores otomanos. Os cavaleiros Castellan de Castellet Cornetta e Andrea Marconeral, juntamente com cerca de 20 outros cavaleiros e malteses, foram feridos neste ataque. Marconeral, que havia demonstrado coragem no ataque, morreu devido aos ferimentos dois dias depois, e De Compremy também foi morto. Homens da frota da Ordem sob o comando do cavaleiro Mendes foram posteriormente enviados para repelir os invasores. Enquanto isso, uma força de milícia de cerca de 6 000 a 8 000 homens malteses foi reunida e lutou contra os otomanos. Um membro da milícia maltesa, Clemente Tabone, se destacou pela coragem que demonstrou durante o ataque. Um tiro de canhão da galera de Khalil Pasha anunciou a retirada dos invasores de volta para suas galeras. Vários invasores otomanos foram mortos na briga, e cerca de 50 a 60 deles foram capturados e escravizados. 
Os otomanos voltaram para seus navios e após uma tentativa fracassada de fazer outro desembarque na baía de St. Paul, eles navegaram para a baía de Mellieħa para se abastecer de água e atacaram a vila e seu santuário. No dia seguinte, a frota partiu para a costa berbere, indo para Trípoli em uma expedição punitiva contra um insurgente local. A frota então suprimiu uma revolta grega no sul do Peloponeso antes de retornar a Constantinopla em novembro de 1614.

## Galeria

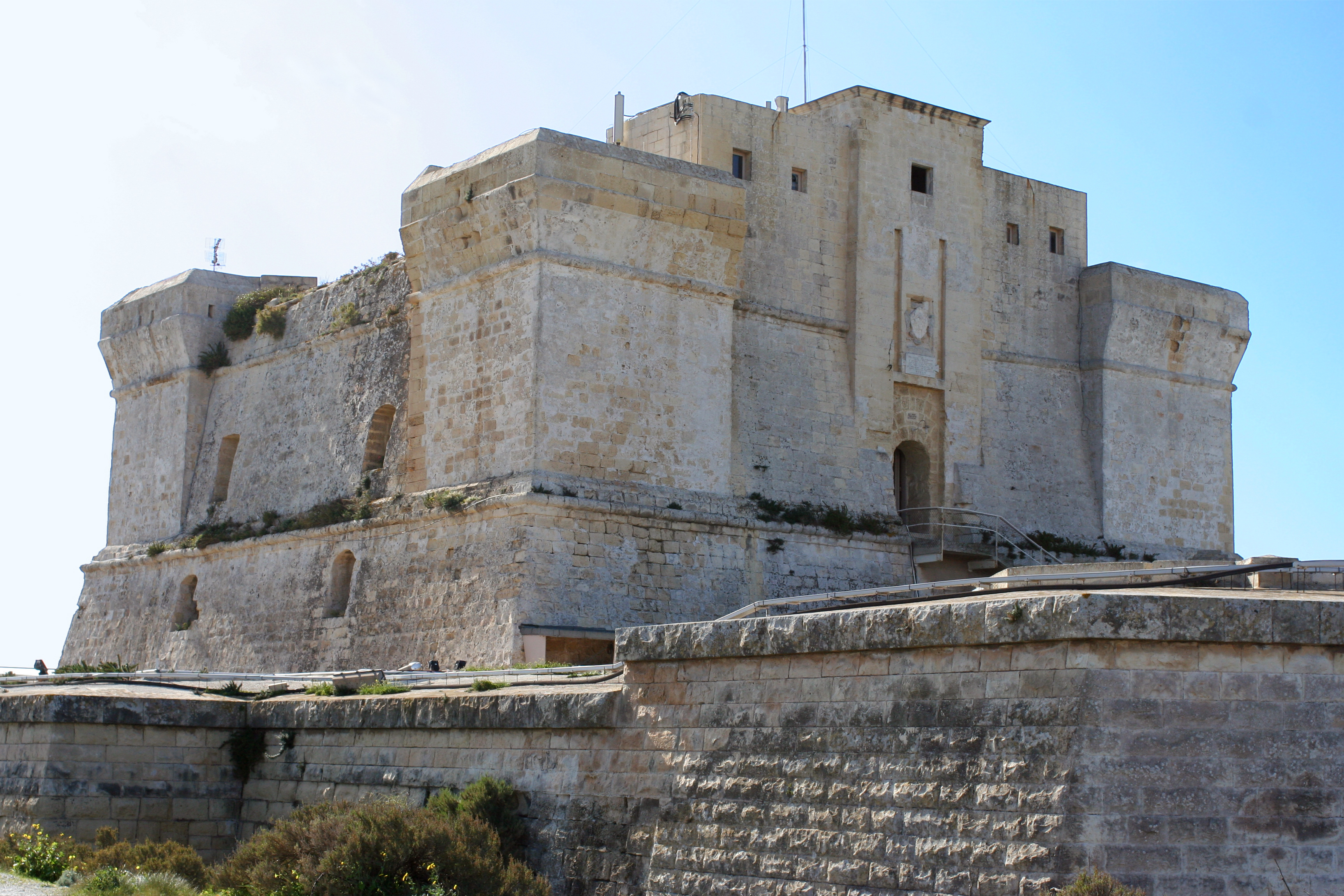
Torre de São Luciano , que impediu os otomanos de desembarcar na baía de Marsaxlokk
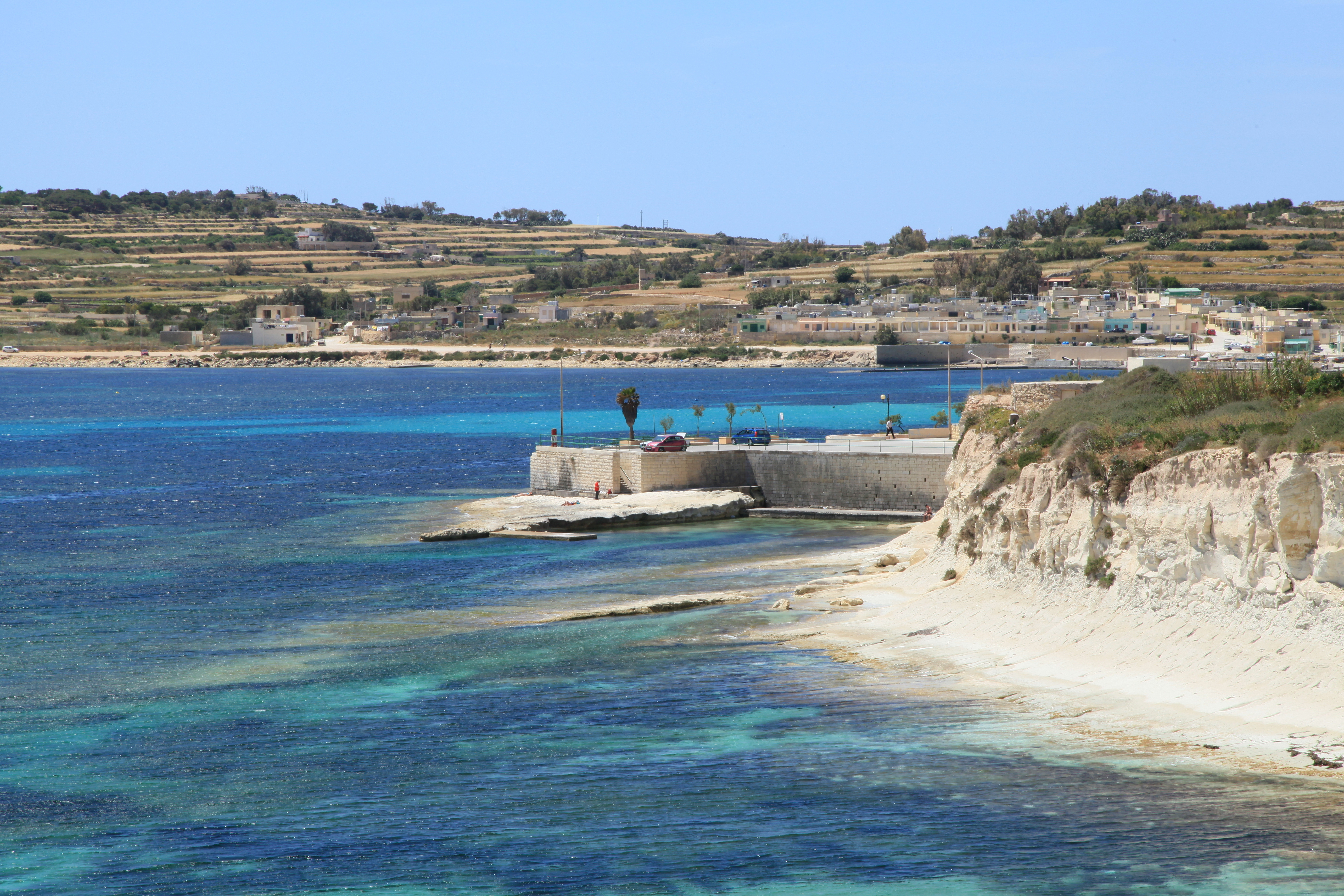
St. Thomas Bay, onde os otomanos desembarcaram
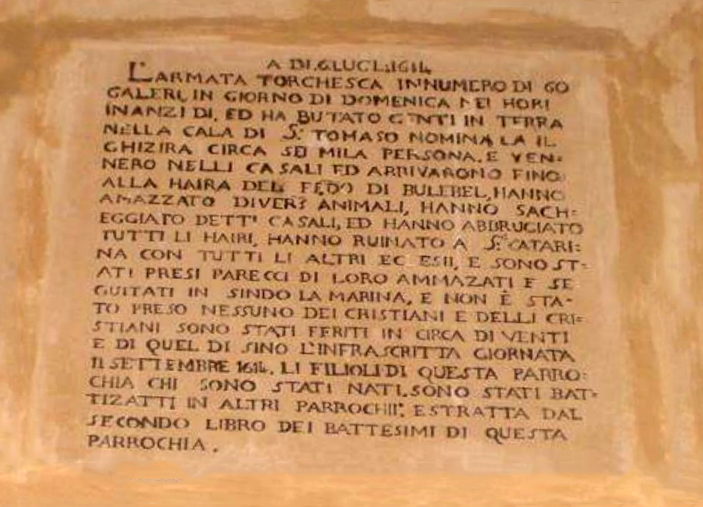
Placa comemorativa do ataque à igreja de São Gregório
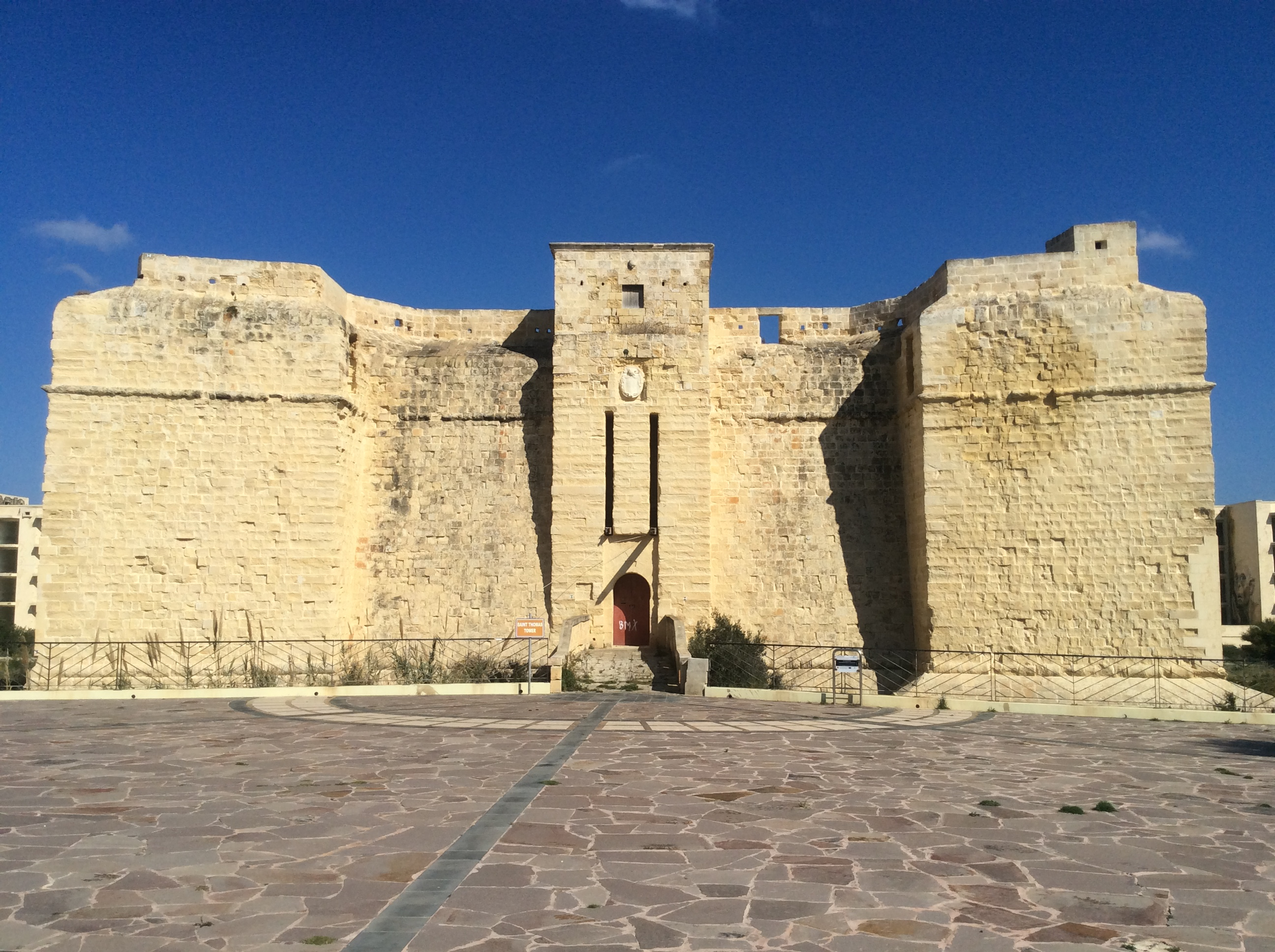
St. Thomas Tower, que foi construída logo após o ataque para proteger St. Thomas Bay
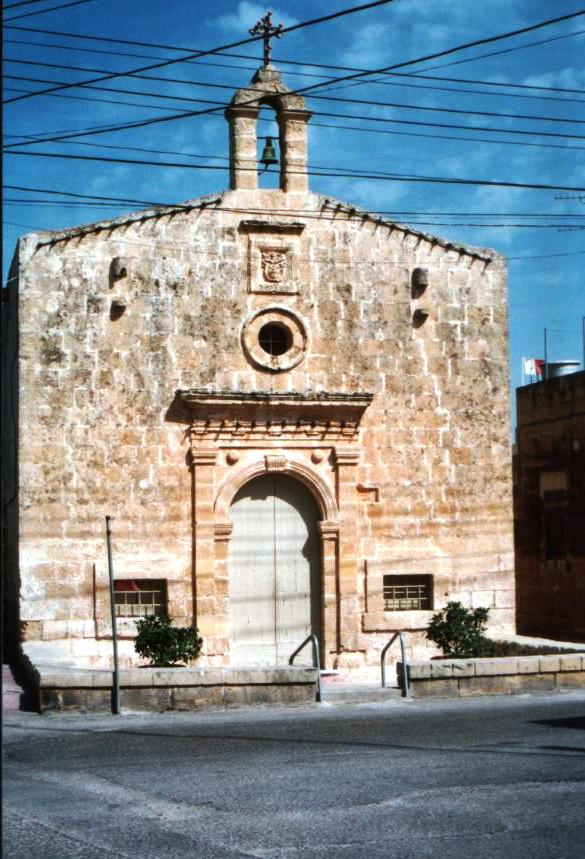
Capela de São Clemente, Żejtun, construída em 1658 possivelmente para comemorar a libertação do ataque